# Sellières
Sellières – miejscowość i gmina we Francji, w regionie Burgundia-Franche-Comté, w departamencie Jura.
Według danych na rok 1990 gminę zamieszkiwało 799 osób, a gęstość zaludnienia wynosiła 81 osób/km² (wśród 1786 gmin Franche-Comté Sellières plasuje się na 207. miejscu pod względem liczby ludności, natomiast pod względem powierzchni na miejscu 443.).